# Paramuricea clavata
Gorgone rouge, Gorgone pourpre
Espèce
Synonymes
- Paramuricea chamaeleon

La gorgone pourpre (Paramauricette clavata) est une espèce de gorgones, de la famille des Paramuriceidae.
Cette espèce est considérée vulnérable en Méditerranée.

## Description et caractéristiques
C'est une grande gorgone qui se déploie en général sur un seul plan, perpendiculaire au courant, et pouvant dépasser 1 m d'envergure. Les rameaux sont épais, courts et de section ronde, avec des corallites en relief marqué et pas d'anastomose. La couleur est généralement pourpre vif (mais bleu-violacé en profondeur sans éclairage artificiel), mais peut aussi être jaune, violette, orange ou multicolore. Les polypes sont roses ou blancs et pourvus de 8 tentacules.

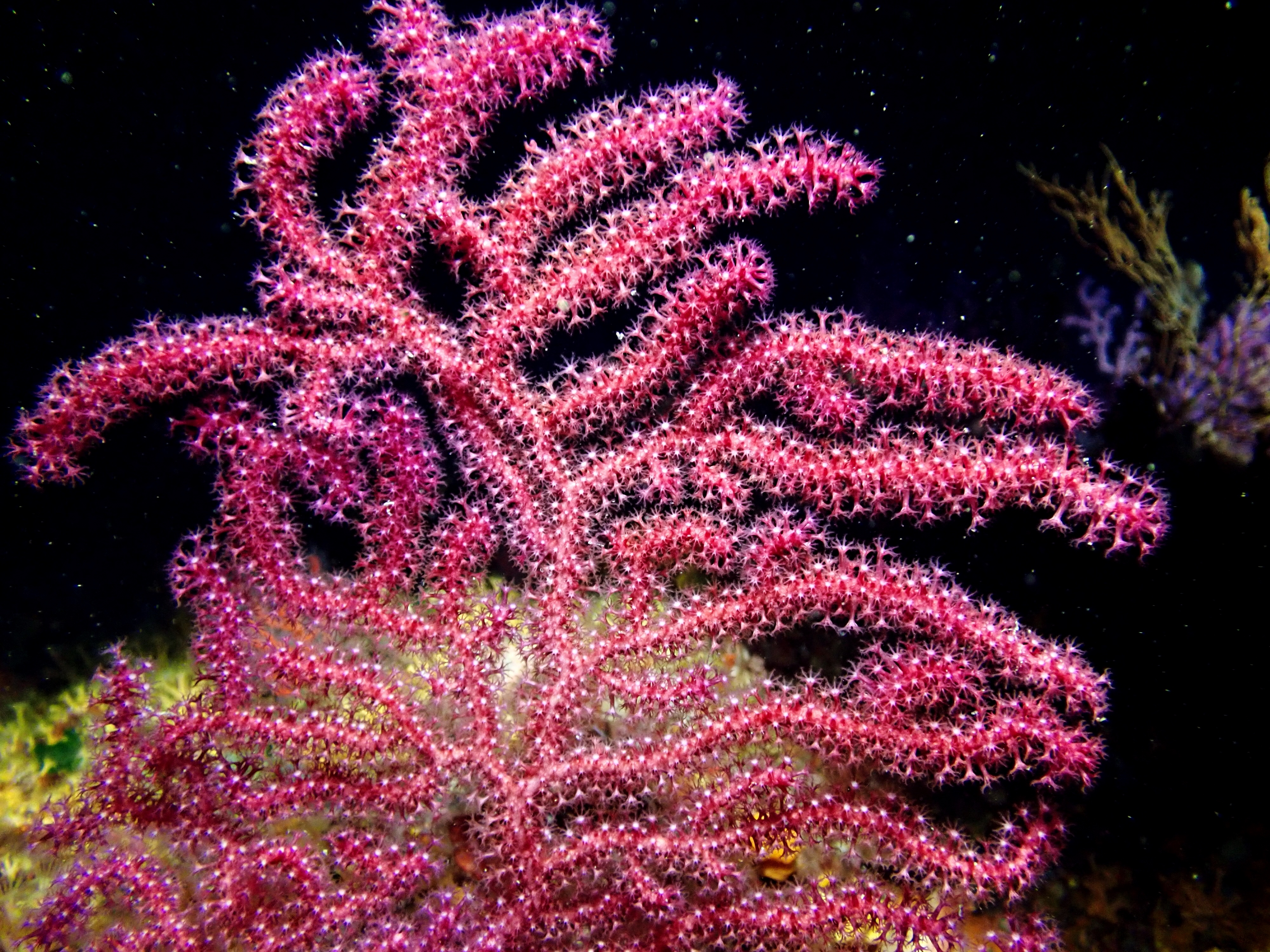
Spécimen typique.
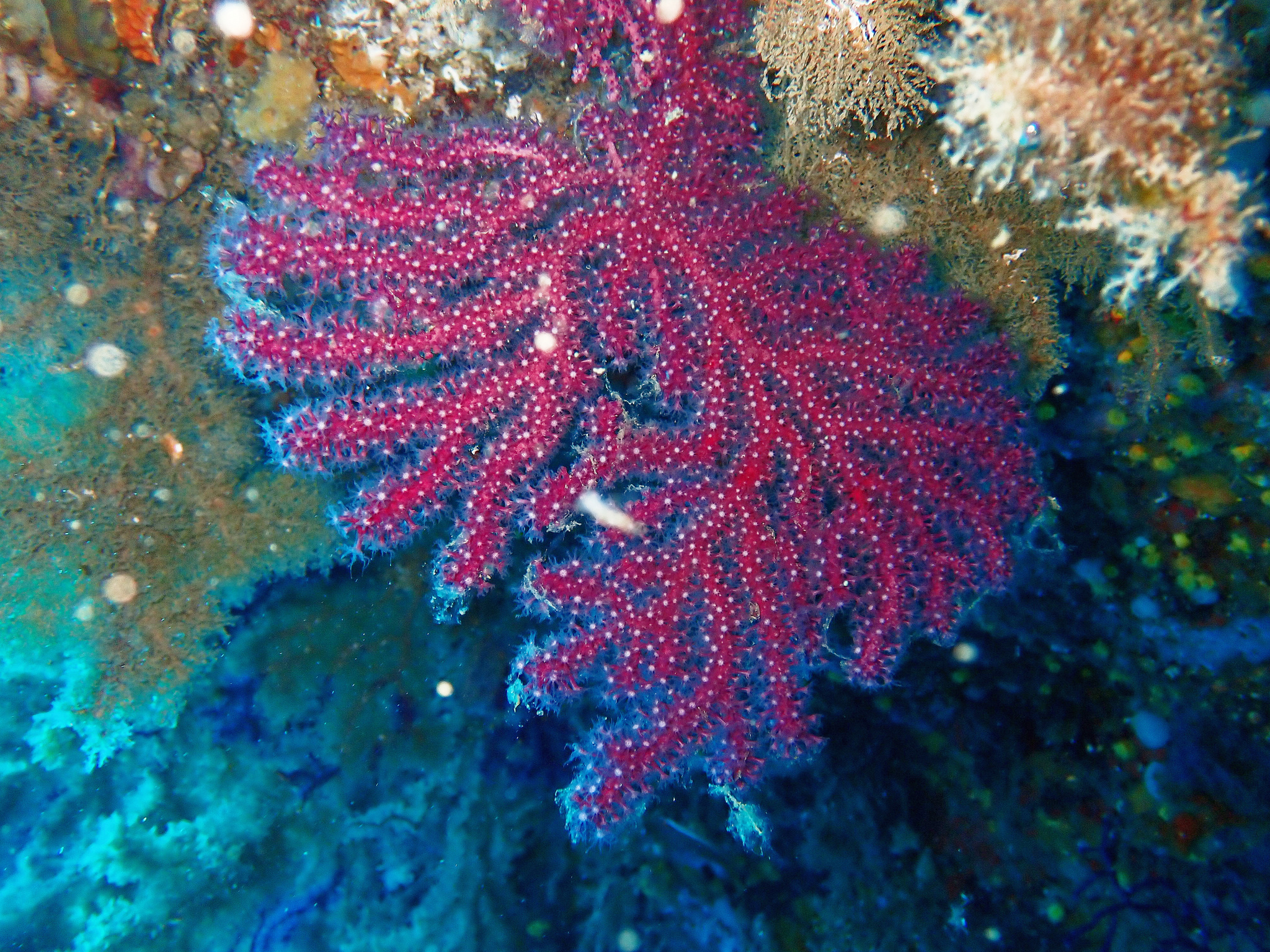
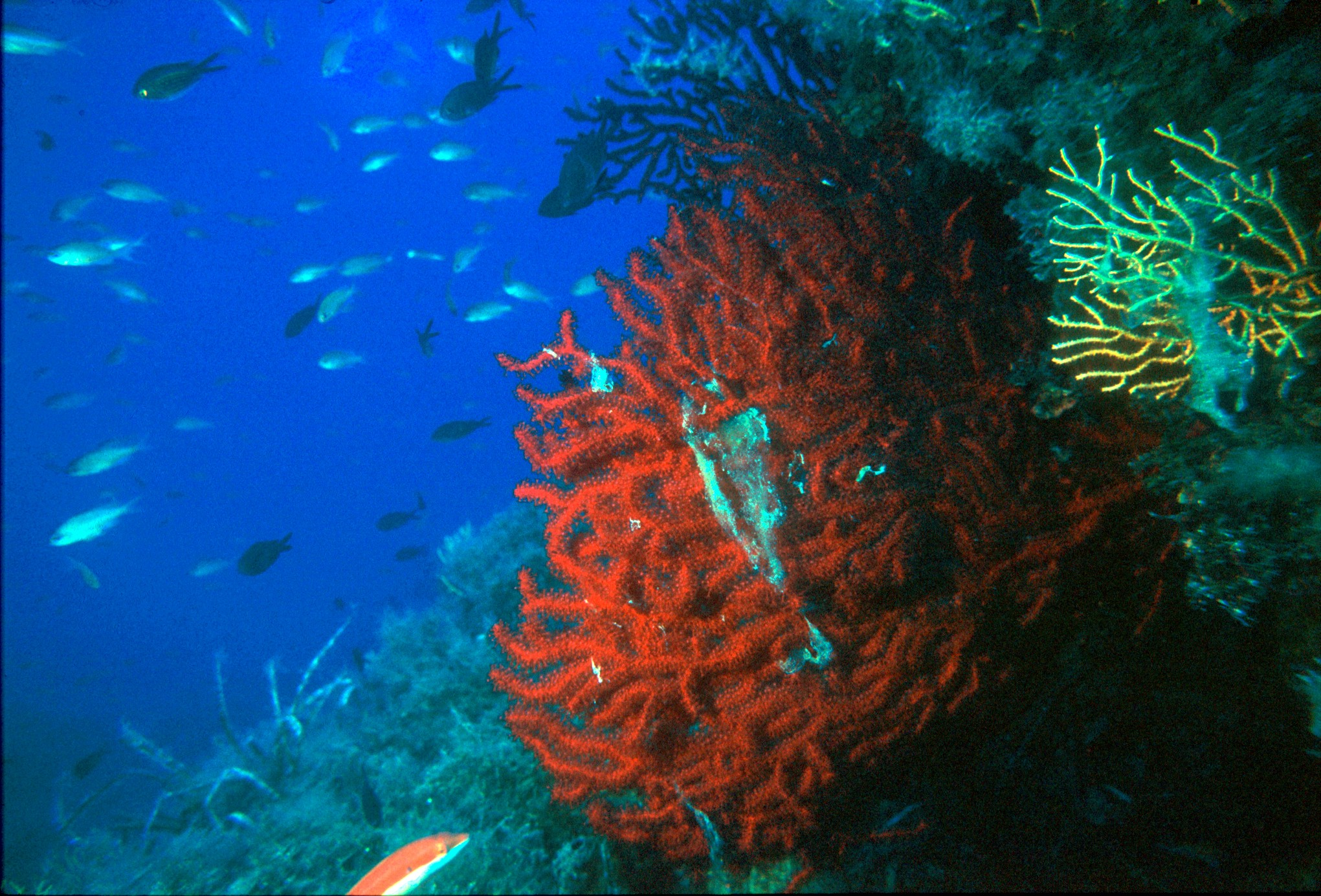
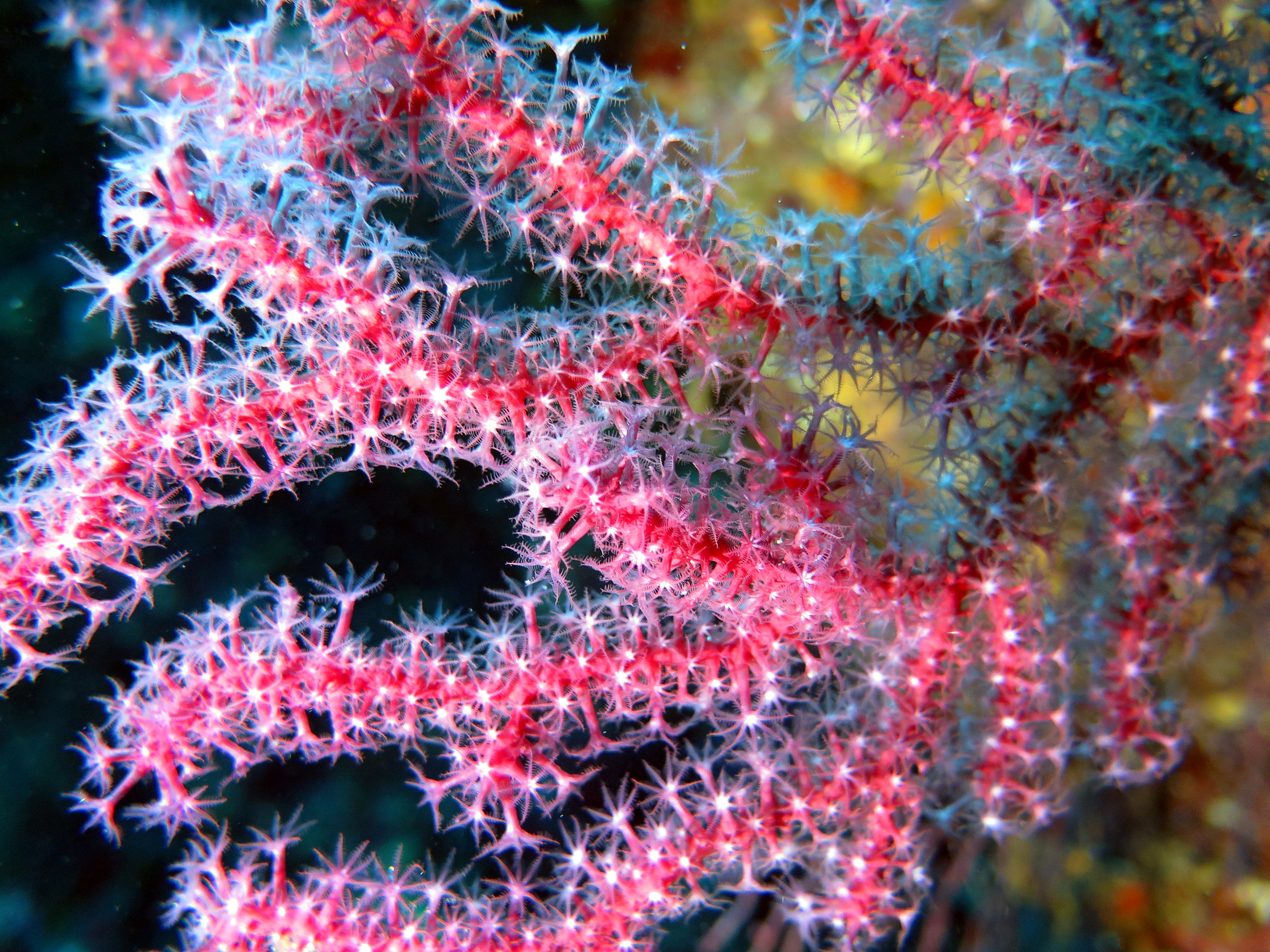
Gros-plan sur les polypes.
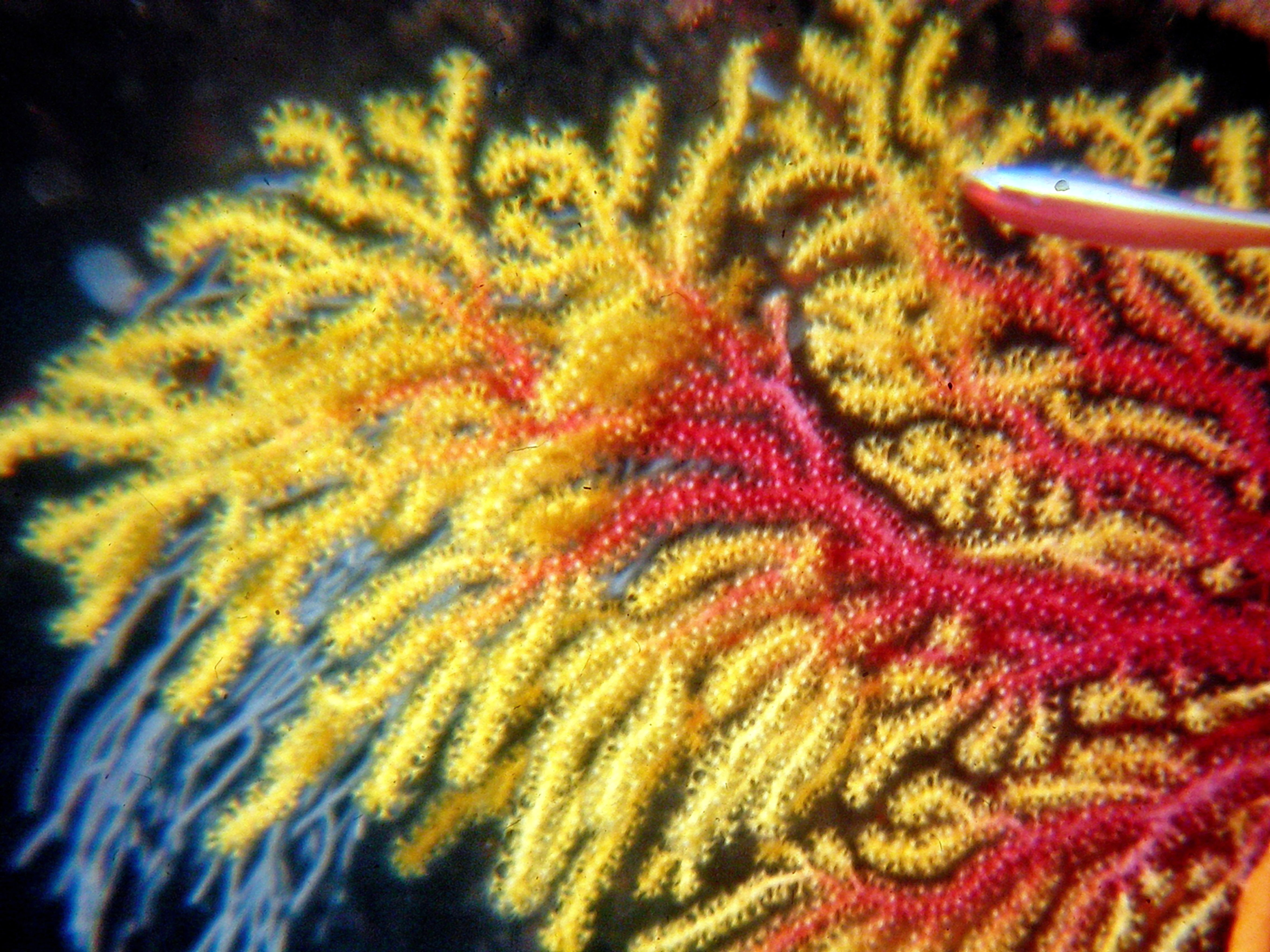
Spécimen bicolore.
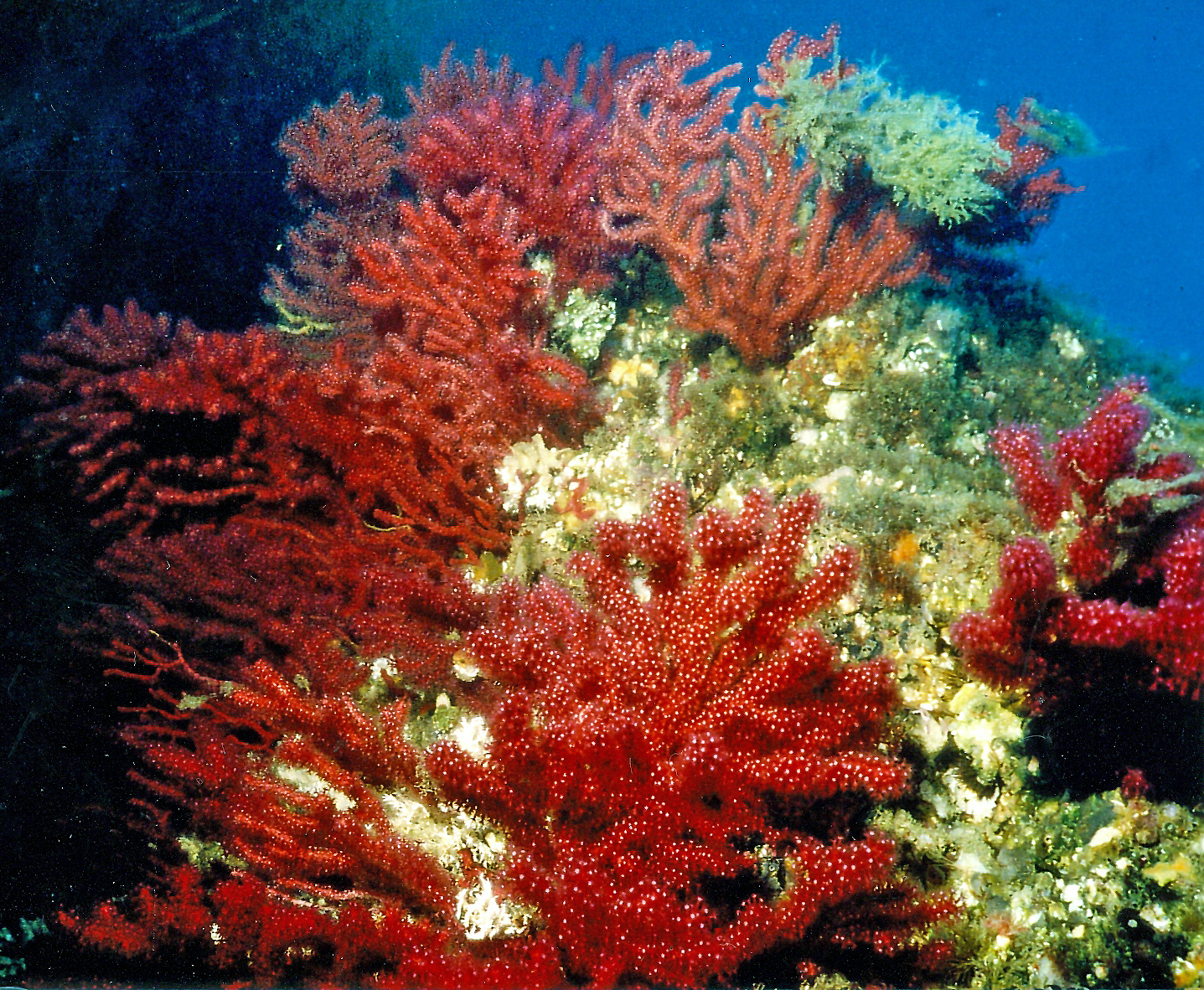
En groupe.
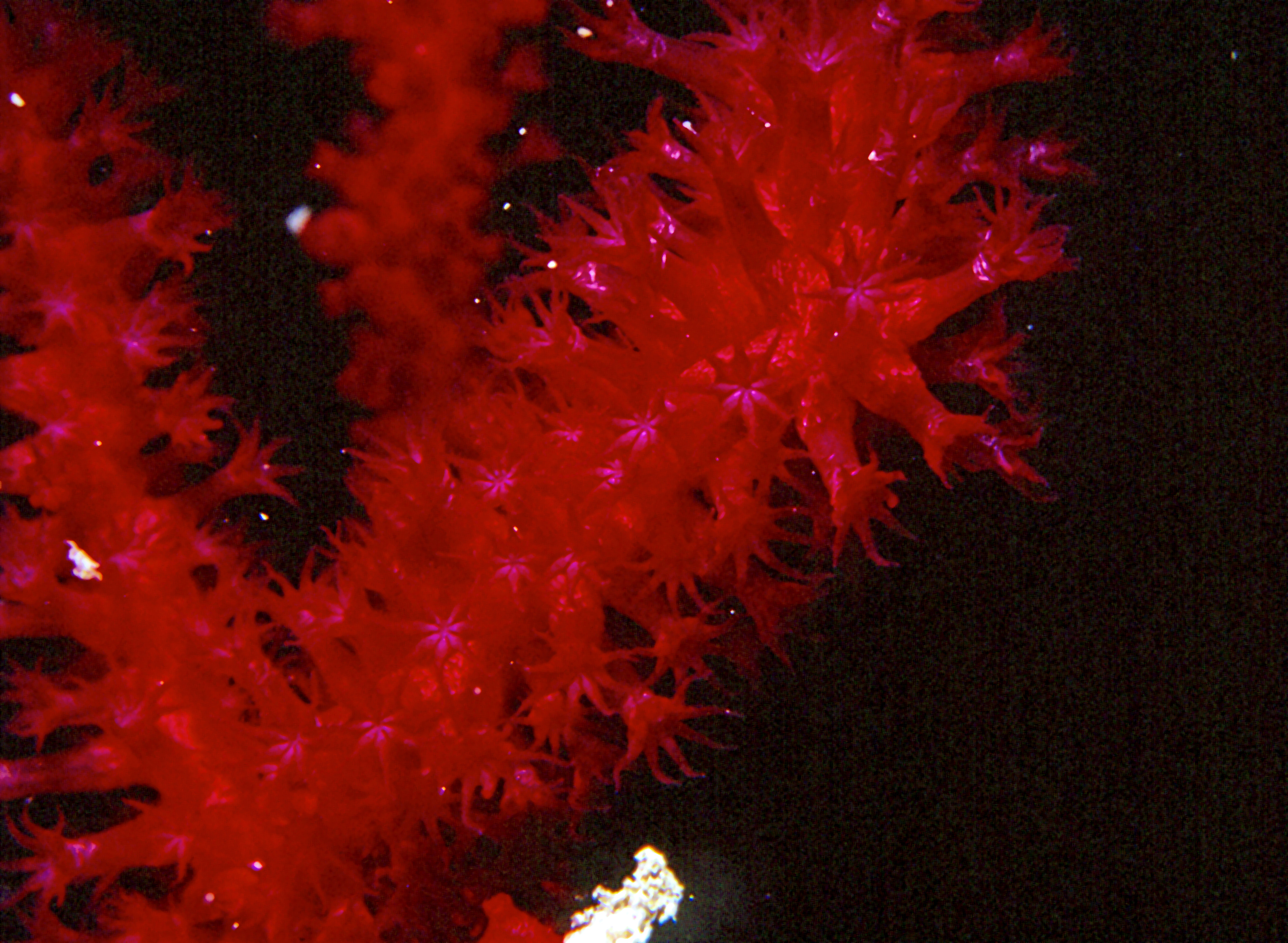
Gros-plan sur les polypes.
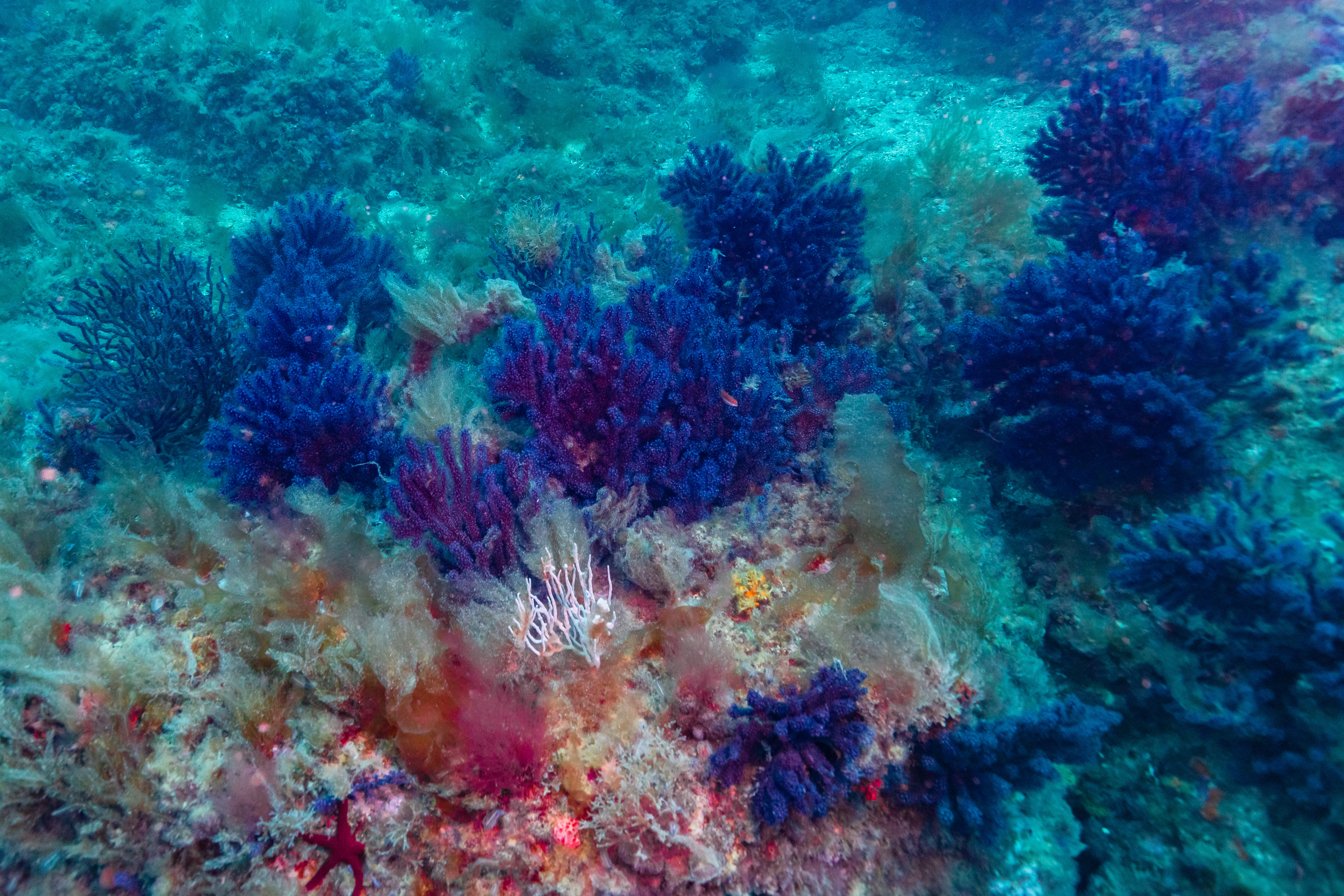
Ces spécimens semblent bleutés en raison de la profondeur.

## Habitat et répartition

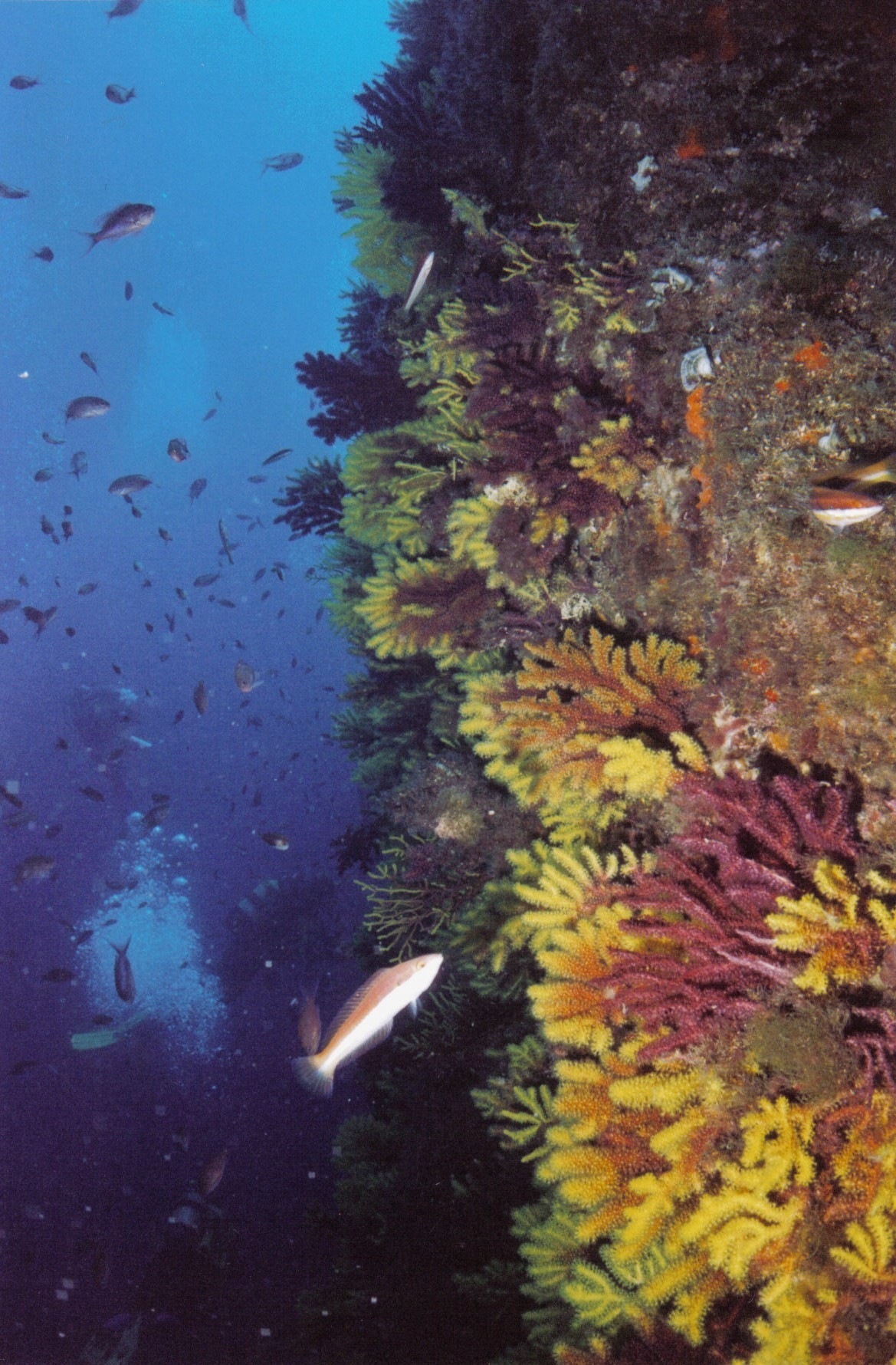
Habitat typique.

Cette espèce semble endémique de Méditerranée occidentale, et particulièrement représentée dans le bassin ligure,.
On la trouve sur les tombants verticaux, notamment s'ils sont soumis à un courant régulier d'eau propre, à partir de 20 m environ, et jusqu'à au moins 110 m de profondeur (250 m selon l'UICN).

## Biologie
Cette espèce peut se trouver en grande quantité quand les conditions lui conviennent, jusqu'à former un véritable faciès typique du nord-est de la Méditerranée occidentale. Plusieurs espèces vivent en association avec elle, dont la plus célèbre est sans doute la gorgonocéphale de Méditerranée (Astrospartus mediterraneus), une ophiure géante. De nombreux requins et raies y accrochent aussi leurs œufs.
Cette gorgone, à croissance lente, est parfois parasitée par le cnidaire Alcyonium coralloides.

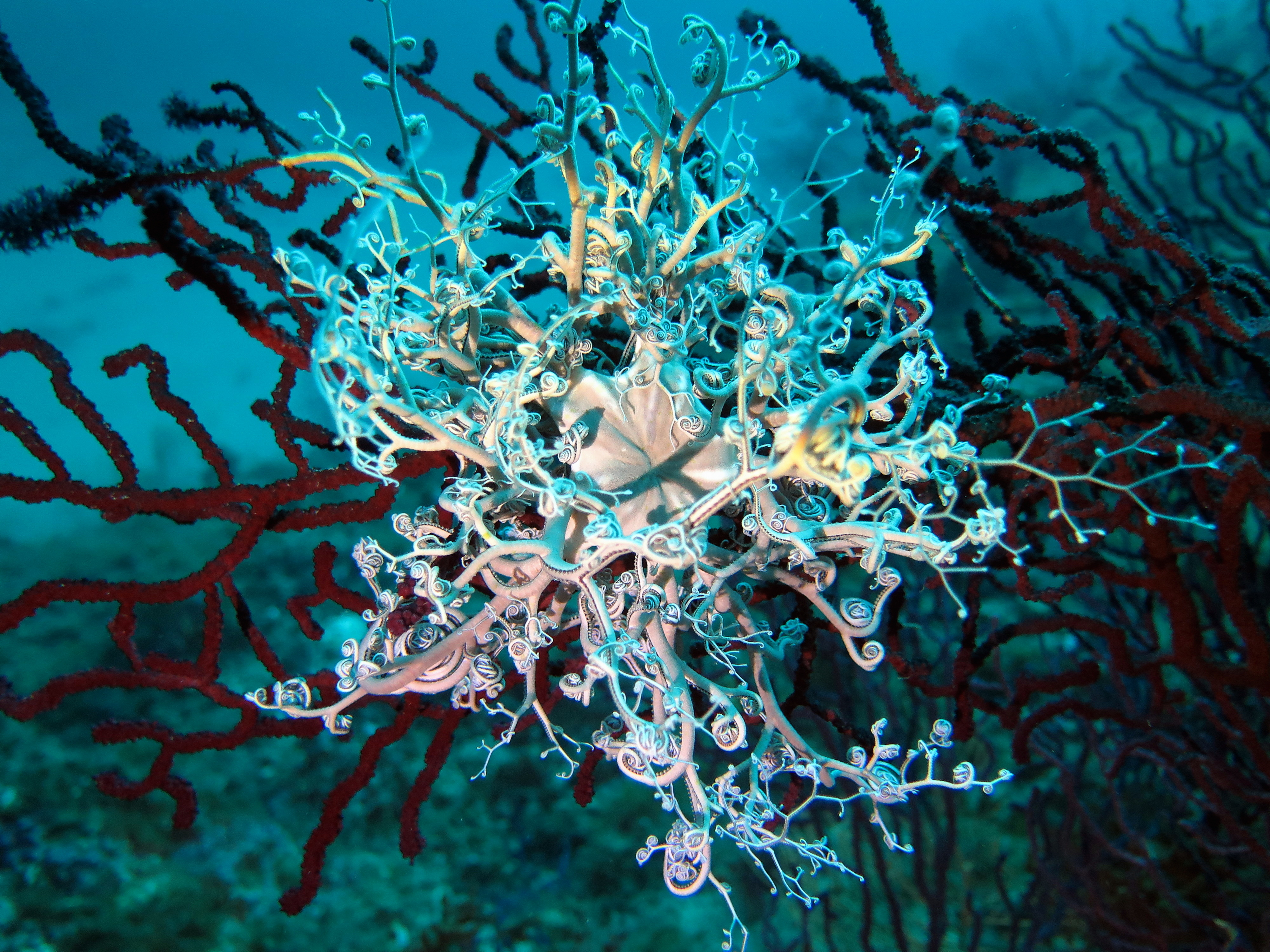
Une gorgonocéphale sur une gorgone pourpre.
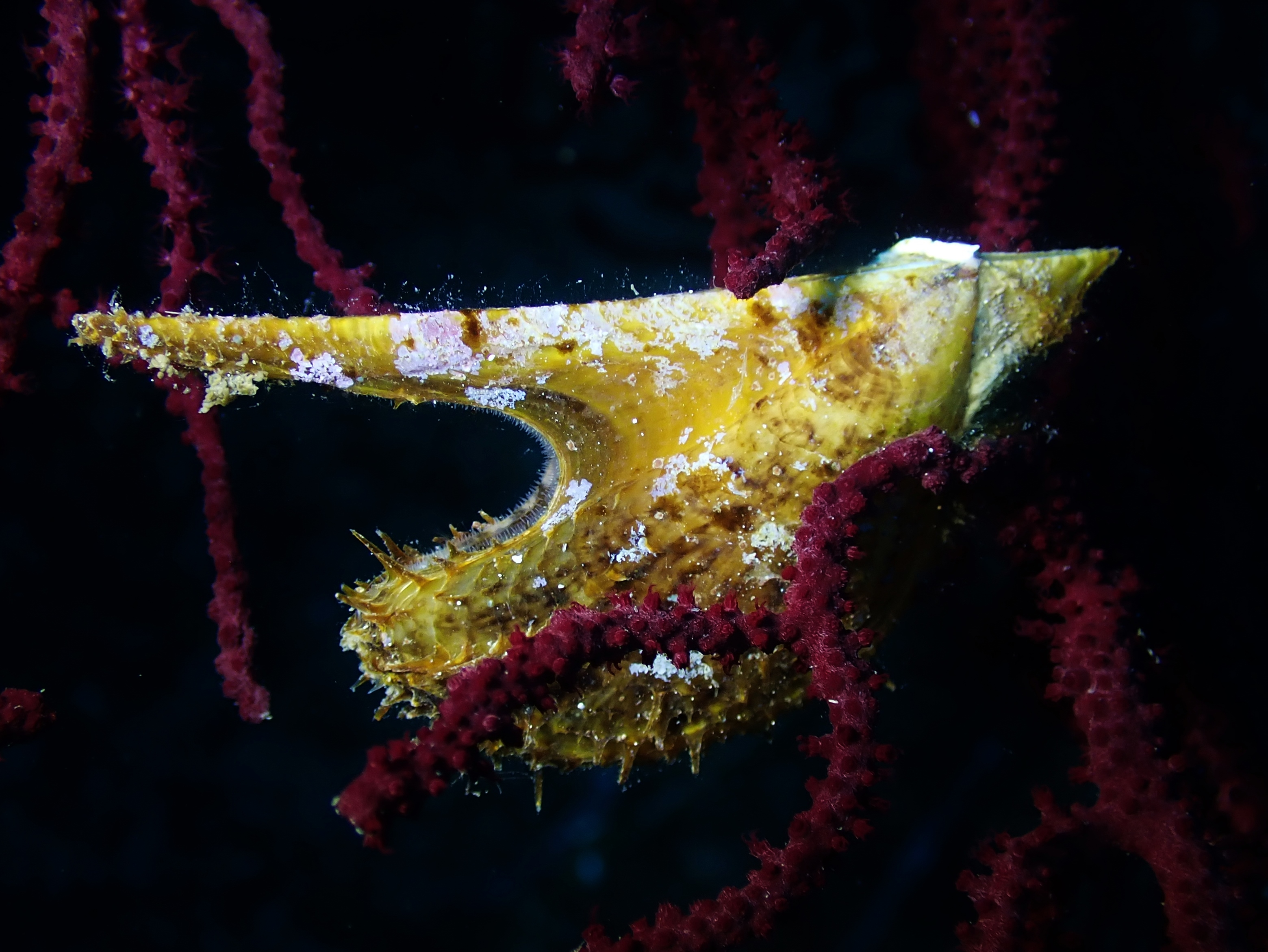
Une huître hirondelle sur une gorgone pourpre.
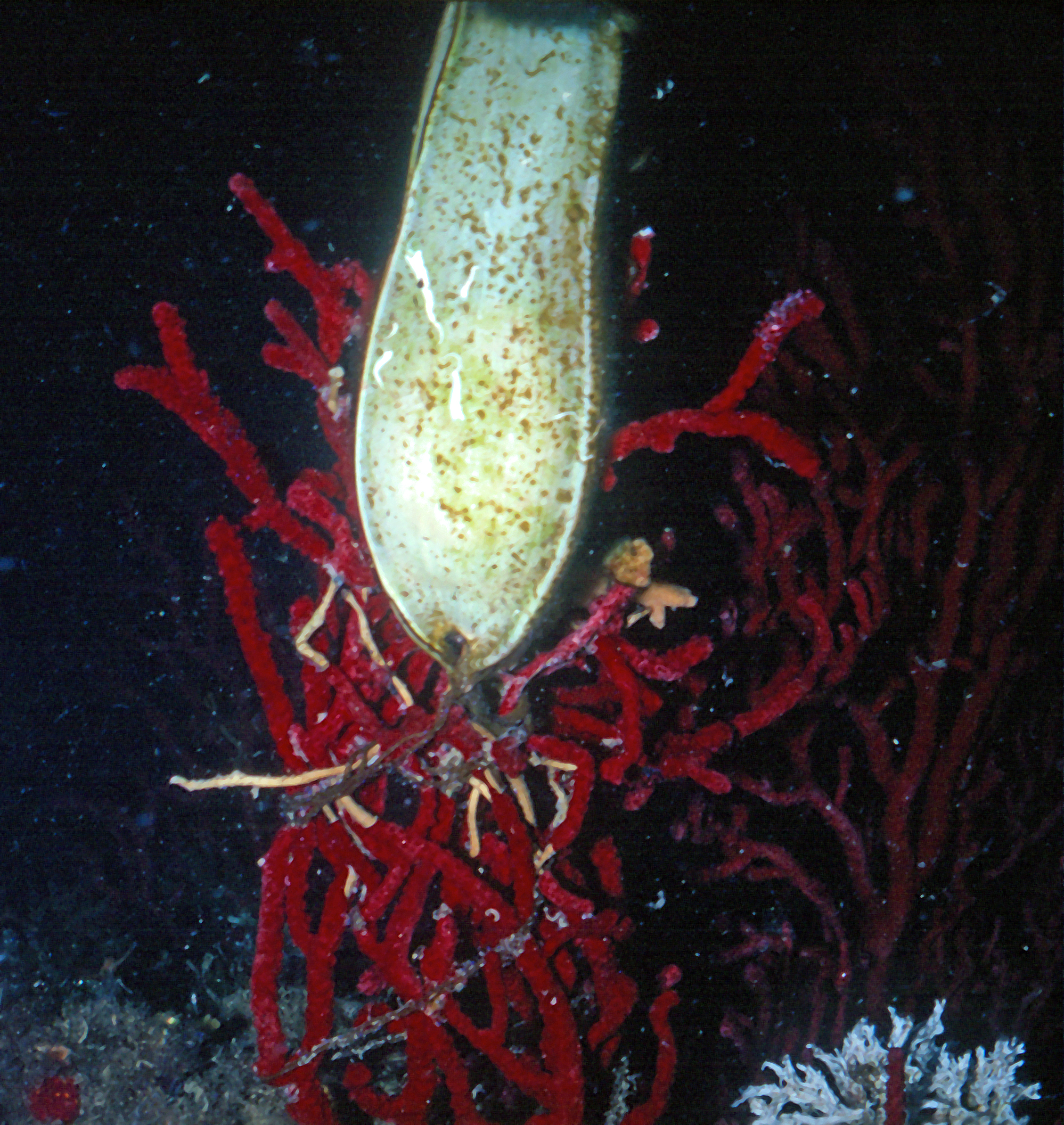
Oeuf de roussette.
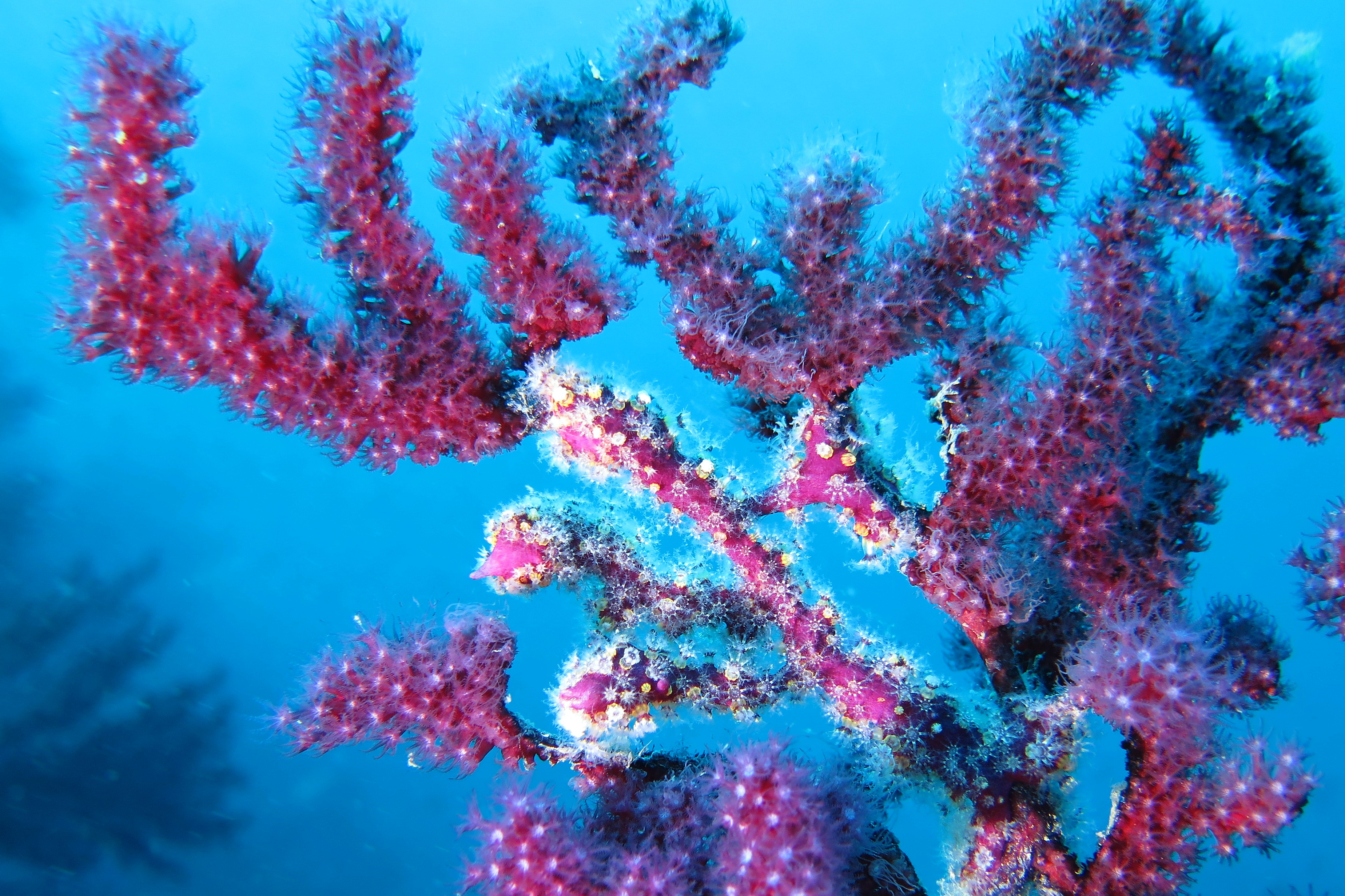
Alcyonium coralloides sur Paramuricea clavata

## Vulnérabilités
Cette espèce est particulièrement sensible au réchauffement climatique : en août 2022, une vague de chaleur marine a entraîné la mort de l'essentiel des populations vivant au-dessus de 30 m de profondeur,.

## Systématique
Le nom valide complet (avec auteur) de ce taxon est Paramuricea clavata (Risso, 1827).
Paramuricea clavata a pour synonymes :
- Anthomuricea chamaeleon (von Koch, 1882)
- Clematissa chamaeleon (von Koch, 1882)
- Gorgonia clavata Risso, 1827
- Muricea chamaeleon von Koch, 1882
- Muriceides chamaeleon (von Koch, 1882)
- Paramuricea chamaeleon (von Koch, 1882)
- Paramuricea chamaeleon (von Koch, 1887)

## Publication originale
- Risso, A. (1827). Histoire Naturelle des Principales Productions de l'Europe Méridionale et Particulièrement de Celles des Environs de Nice et des Alpes Maritimes, Tome V. Paris: F.-G. Levrault. i-viii + 1-403 pp., [pls. 1-10], figs. 1-62. lire